# Reihenhaus

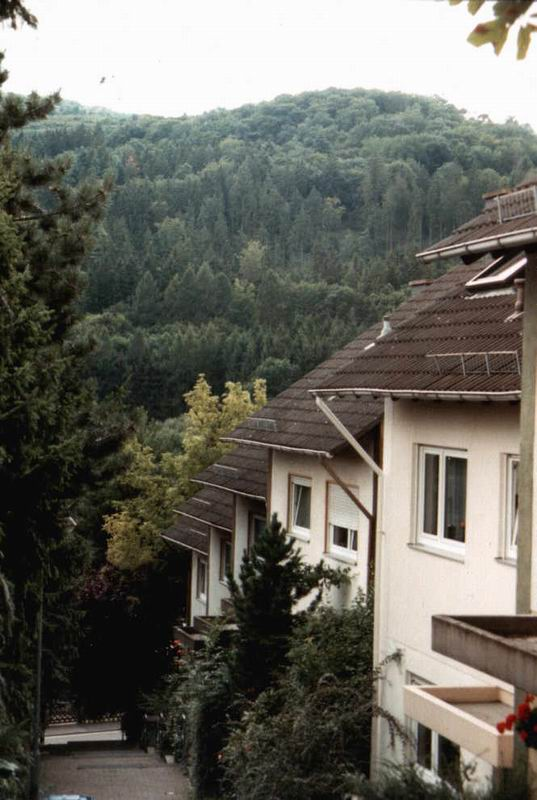
Reihenhäuser in Kelkheim (Taunus)

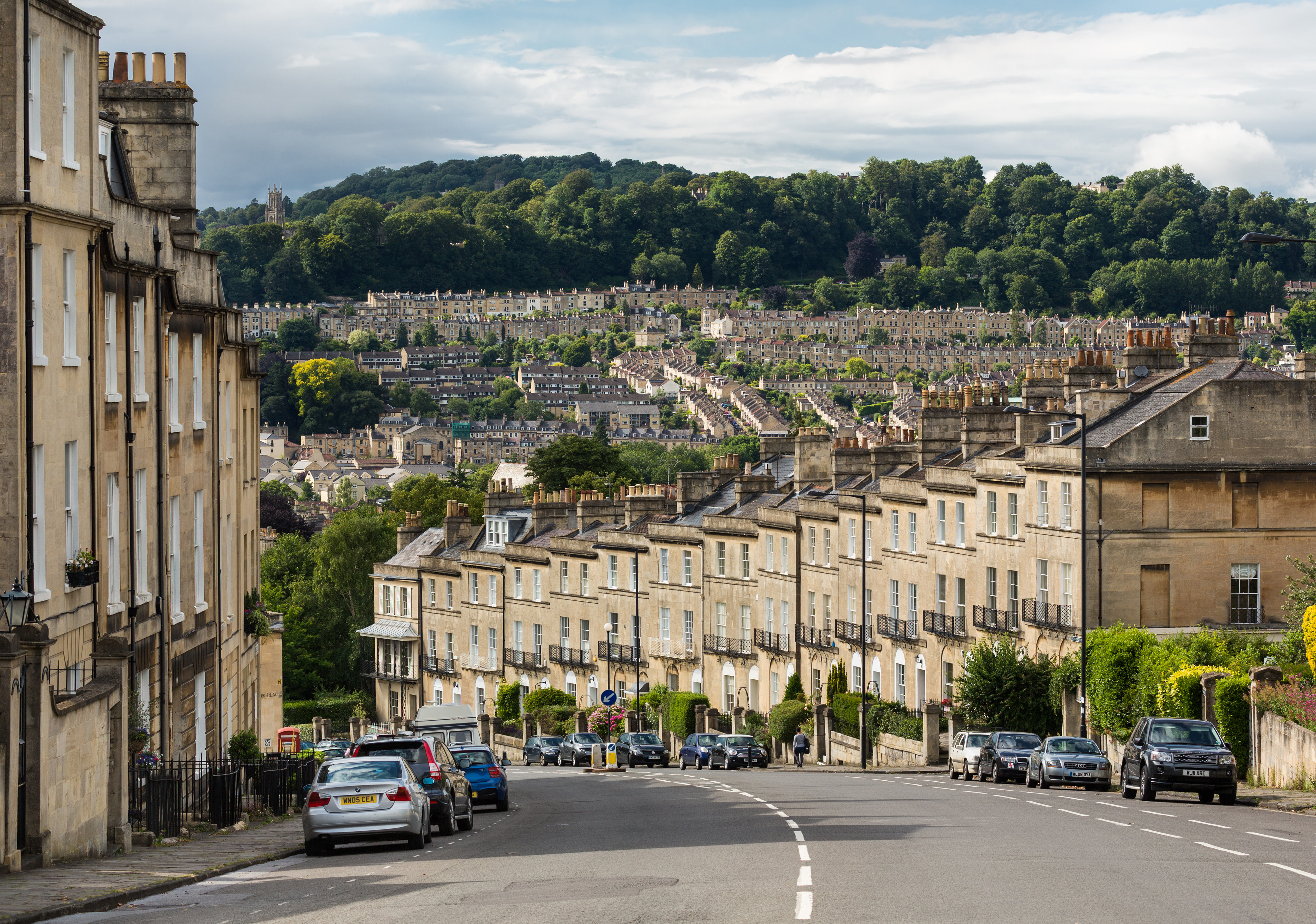
Straße mit Reihenhäusern in Bath, Großbritannien

Ein Reihenhaus (schweizerisch Reiheneinfamilienhaus) ist ein Einfamilienhaus, das mit weiteren gleichartig gestalteten Häusern eine geschlossene Reihung bildet.

## Form
Reihenhäuser können leicht versetzt zueinander oder in exakter Reihe angelegt sein. Die so gebildete Reihe ist parallel zu einer Straße ausgerichtet oder begrenzt einen Platz. Reihenhäuser können in geschlossener Bauweise einen ganzen Häuserblock einnehmen, oder in offener Bauweise in einzelne Hausgruppen aufgegliedert sein. Stoßen nur zwei einheitlich gestaltete Einfamilienhäuser mit ihren Seitenwänden aneinander, spricht man hingegen von einem Doppelhaus. Wenn das letzte Gebäude der Häuserreihe kein Eckgebäude ist und dreiseitig frei steht, wird es als Reihenendhaus bezeichnet.
Reihenmittelhäuser werden jeweils bis an die beiden seitlichen Grundstücksgrenzen gebaut. Die beiden seitlichen Kommunwände müssen zweischalig und als Brandwand ausgebildet sein.
Wenn die seitlichen Wände verspringen, sich also nicht vollständig mit der Wand des Nachbarhauses überdecken, so müssen die frei an der Grundstücksgrenze stehenden Wände ebenfalls als Brandwand ausgeführt sein und dürfen in der Regel kein Fenster enthalten. Ob ein Mindestabstand zur Grundstücksgrenze eingehalten werden muss oder nicht, hängt von der Vorgabe im Bebauungsplan oder andernfalls der vorherrschenden Bauweise ab. 
Oftmals handelt es sich bei kleineren Reihenhäusern um eine Abfolge annähernd baugleicher Haustypen, die an einer Straßen- oder Blockkante errichtet oder abgetreppt versetzt angeordnet werden. Bautypen mit nur einer oder zwei übereinander liegenden Wohnungen haben meist einen eigenen Garten hinter dem Haus, häufig auch einen Vorgarten oder Vorplatz.
Reihenhäuser erlauben gegenüber freistehenden Einfamilienhäusern eine deutlich bessere Ausnutzung des städtischen Raums. In Regionen, in denen Gebäude mit mehreren Wohnungen nicht üblich waren, wurde die Bebauungsdichte teilweise noch gesteigert, indem Reihenhäuser rückseitig unmittelbar aneinandergebaut wurden. Fenster waren dann nur noch in der vorderen Straßenfassade möglich. Siehe die britischen Back-to-Back Houses.

## Geschichte

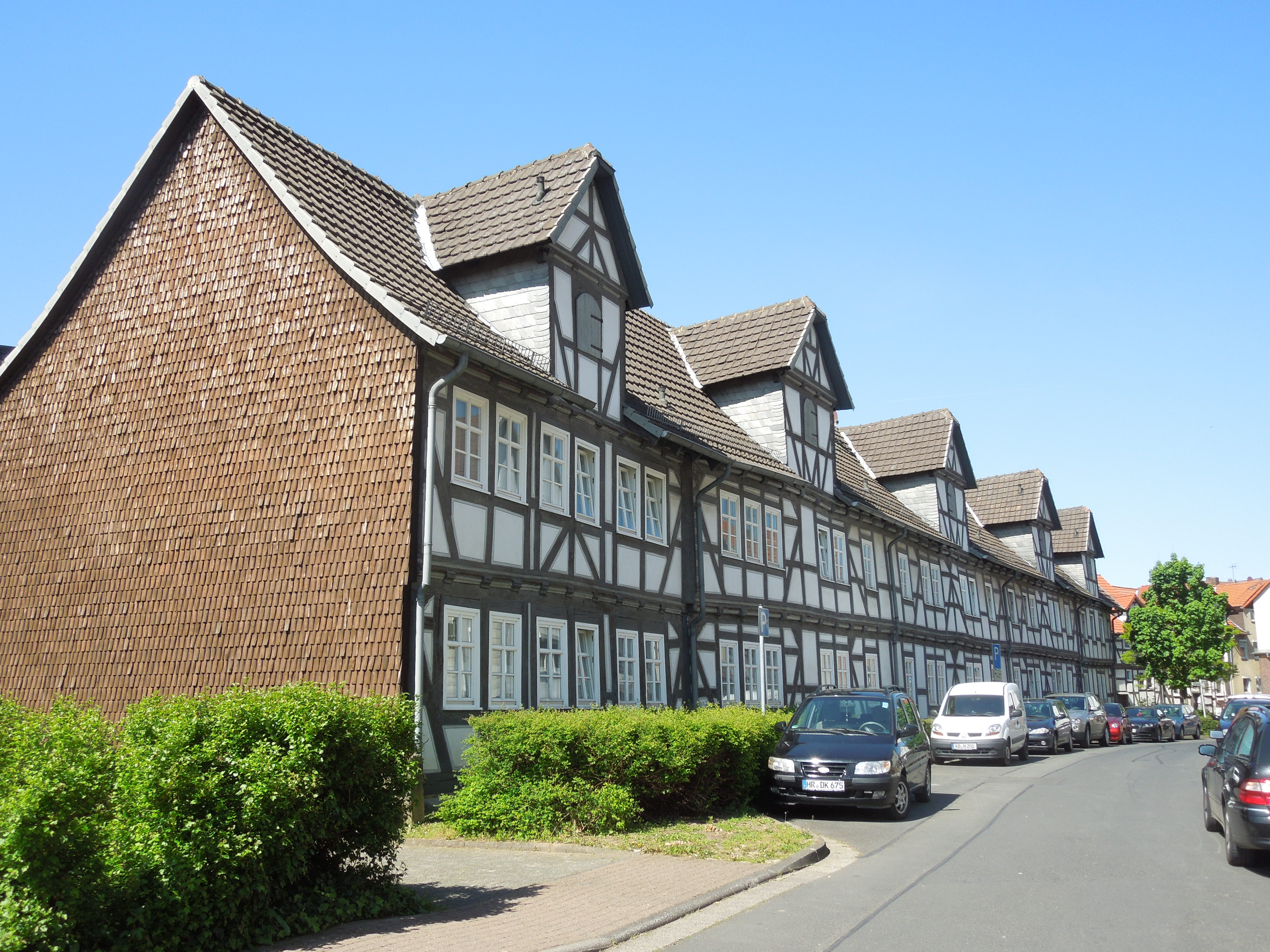
Historische Reihenhäuser (1622–1777) in Gudensberg: ehemaliges Hospital

Frühe Vorläufer der Reihenhäuser waren u. a. die Siedlung Fuggerei (16. Jh.) in Augsburg.
Das Reihenhaus erfreute sich insbesondere in England schon seit Jahrhunderten großer Beliebtheit und gelangte im Rahmen der Gartenstadtbewegung nach Deutschland, beispielsweise unter Ernst May nach Frankfurt. Viele Siedlungen des Neuen Frankfurts waren Reihenhauskolonien, als Besonderheit waren alle Häuser mit einer Frankfurter Küche ausgestattet. Jedoch war nur ein kleiner Teil als Wohneigentum vorgesehen.

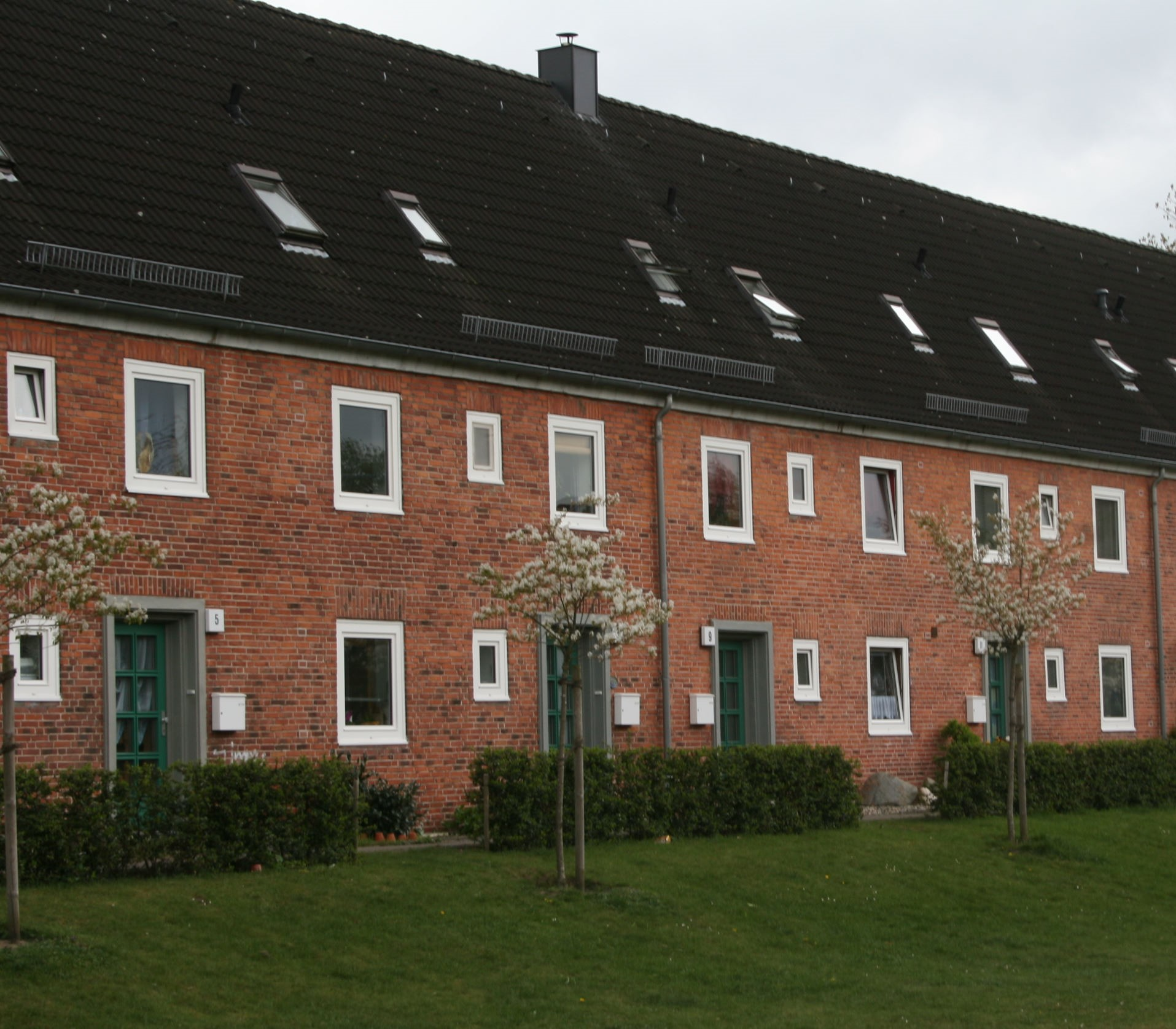
Duplexhaus ERP-Typ „H“ in der Böcklersiedlung Neumünster aus dem ERP-Programm 10.000 Flüchtlingswohnungen (1950)

In Schleswig-Holstein wurden, von der Arbeitsgemeinschaft für zeitgemäßes Bauen als Typengebäude geplant, in den 1950er Jahren Reihenhäuser mit 2–3 Kleinstwohnungen als (sogenannte) Duplexhäuser gebaut, die von kleinen Mietwohnungen – bei nachlassender Wohnungsnot – zu Einfamilien-Reihenhäusern umgenutzt werden konnten.
Private Reihenhäuser in Reihenhaussiedlungen erfreuten sich besonders in den 1950er und 1960er Jahren großer Beliebtheit, da auf einem relativ kleinen Grundstück ein eigenes Heim errichtet werden konnte. Dieses wies neben den geringeren Herstellungskosten aufgrund der Brandwände eine bessere Heizenergiebilanz als ein vergleichbares, freistehendes Einfamilienhaus auf.

## Verbreitung
In Deutschland sind Reihenhäuser beliebt; die neuen Bauten greifen auf das Modell des vorindustriellen mehrgeschossigen Bürgerhauses auf kleiner schmaler Grundfläche zurück, wobei die Hausgruppe nach § 22 Abs. 2 Baunutzungsverordnung maximal 50 m lang sein darf.

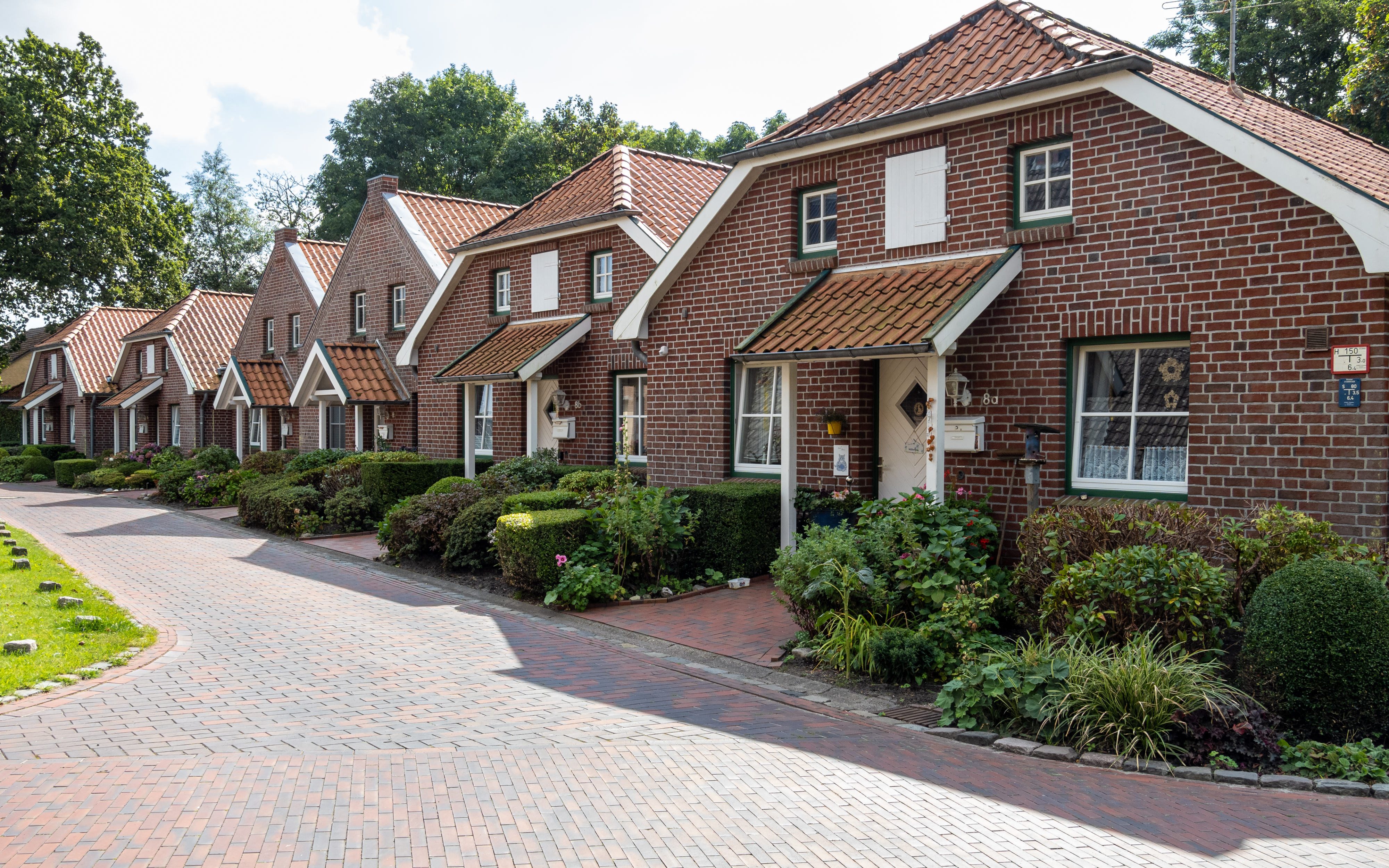
Reihenhäuser in Nordwest-Niedersachsen

 Besonders verbreitet und häufiger als das Mietshaus sind Reihenhäuser in Nordwesteuropa (Britische Inseln, Niederlande, Belgien und Nordwestdeutschland; dort besonders in Bremen: Bremer Haus). Die Bewohner dieser Häuser sind meistens auch die Eigentümer.
Die in den Industriegebieten Englands mehrheitlich zwischen 1850 und 1900 mit Elementen der viktorianischen Architektur errichteten Reihenhäuser aus Backstein werden Terraced houses genannt. Eine Häuserzeile kann mehr als 50 Häuser aufweisen; jeweils zwei benachbarte Häuser teilen sich immer einen Schornstein und sind deshalb spiegelbildlich angeordnet. Der Grund für die einheitlich in Backstein ausgeführten Fassaden liegt in der ehemals starken Luftverschmutzung in den Industriegebieten durch Kohlenruß, der gekalkte Fassaden rasch schwarz färbte; eine verschmutzte Backsteinfassade wird durch Abschleifen gesäubert. Reihenhäuser, die nach dem Zweiten Weltkrieg entstanden, werden in England Town houses genannt.

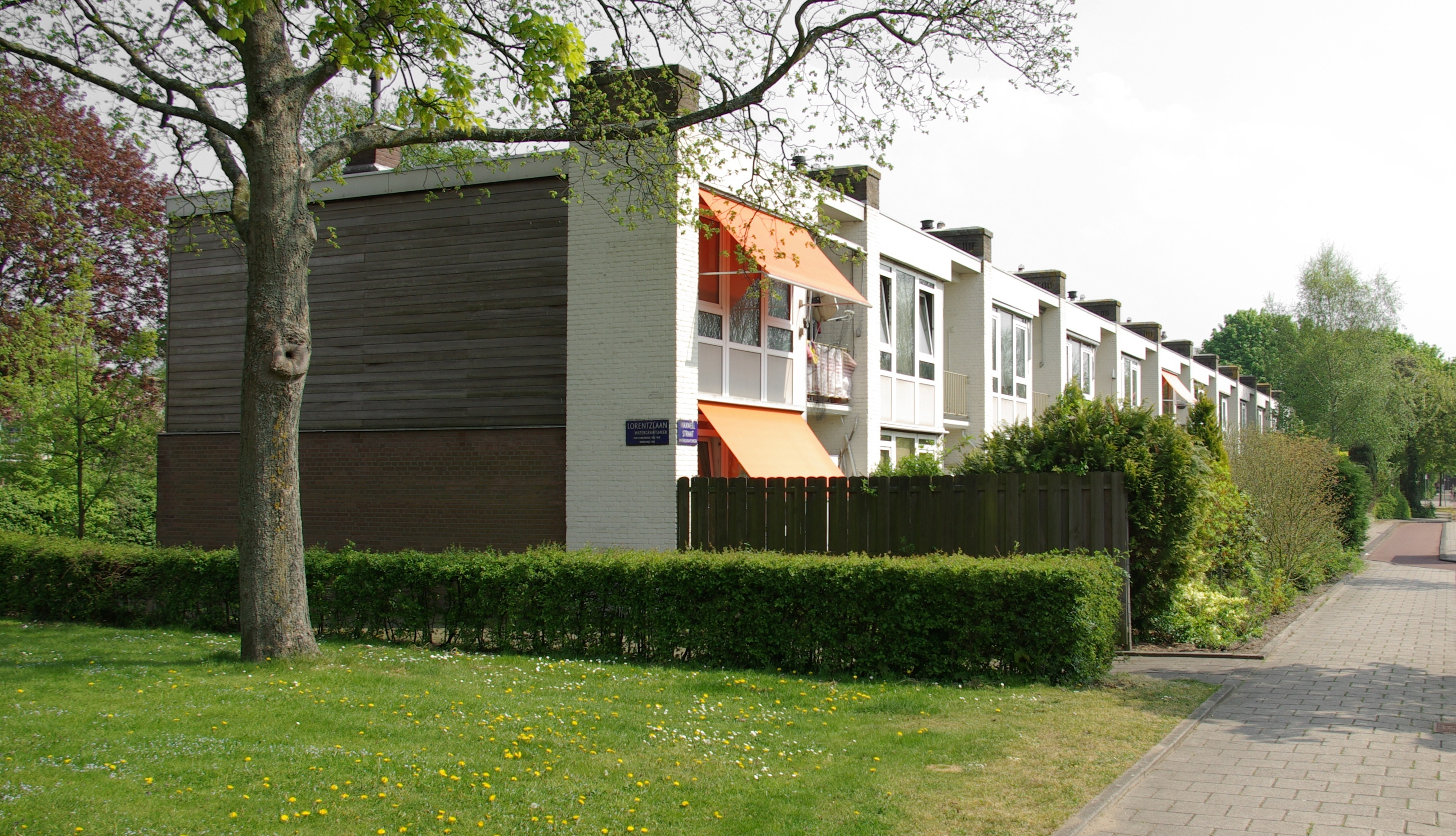
Siedlung Jeruzalem, Amsterdam
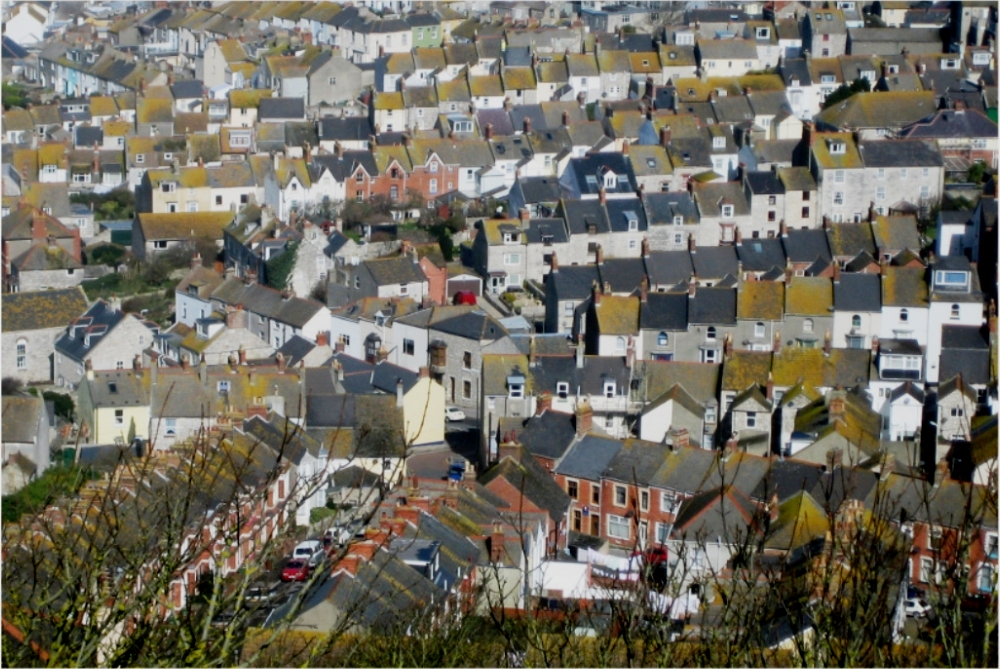
Reihenhäuser in Fortuneswell, Grafschaft Dorset
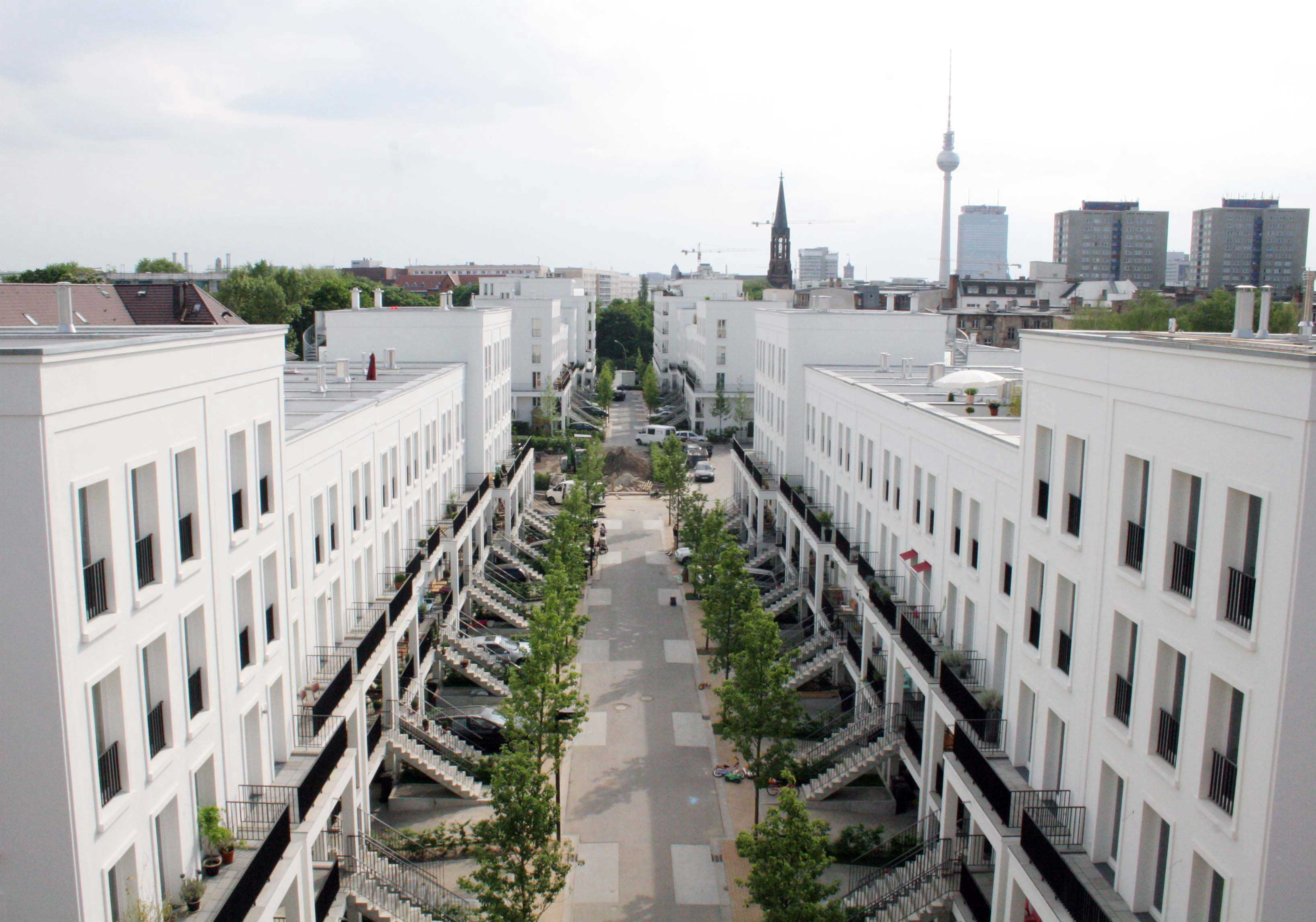
Am Schweizer Garten, Berlin
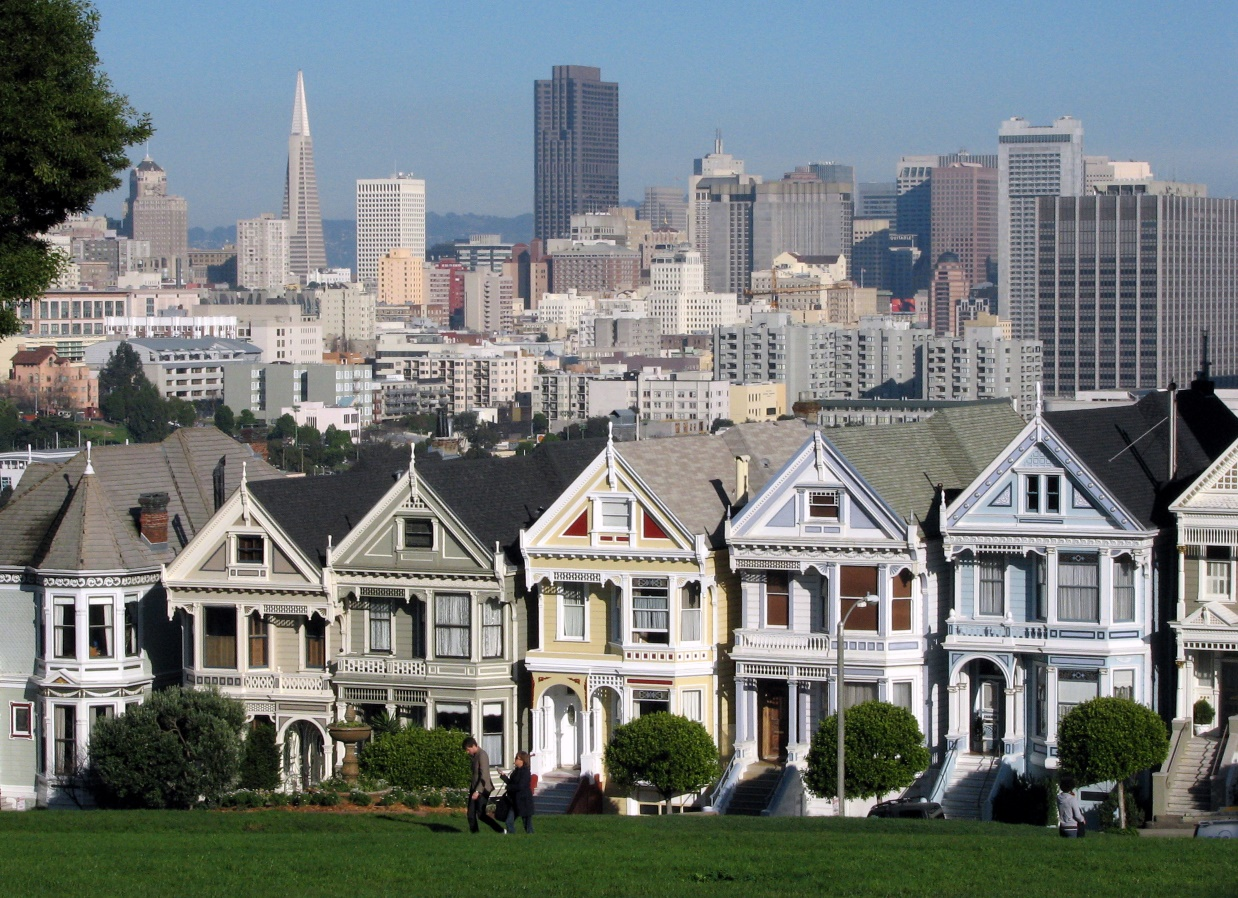
Painted Ladies, San Francisco
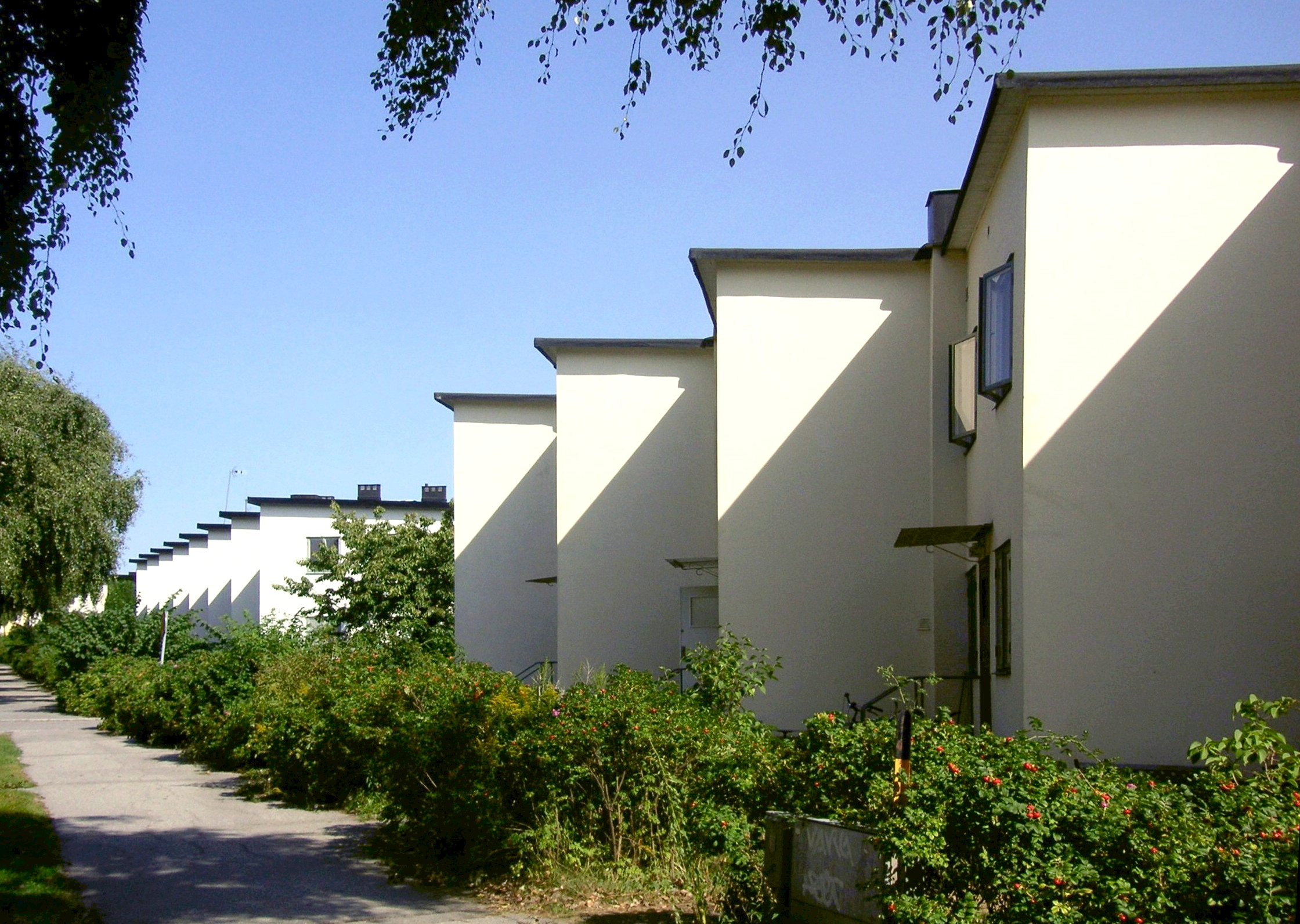
Ålstensgatan in Bromma
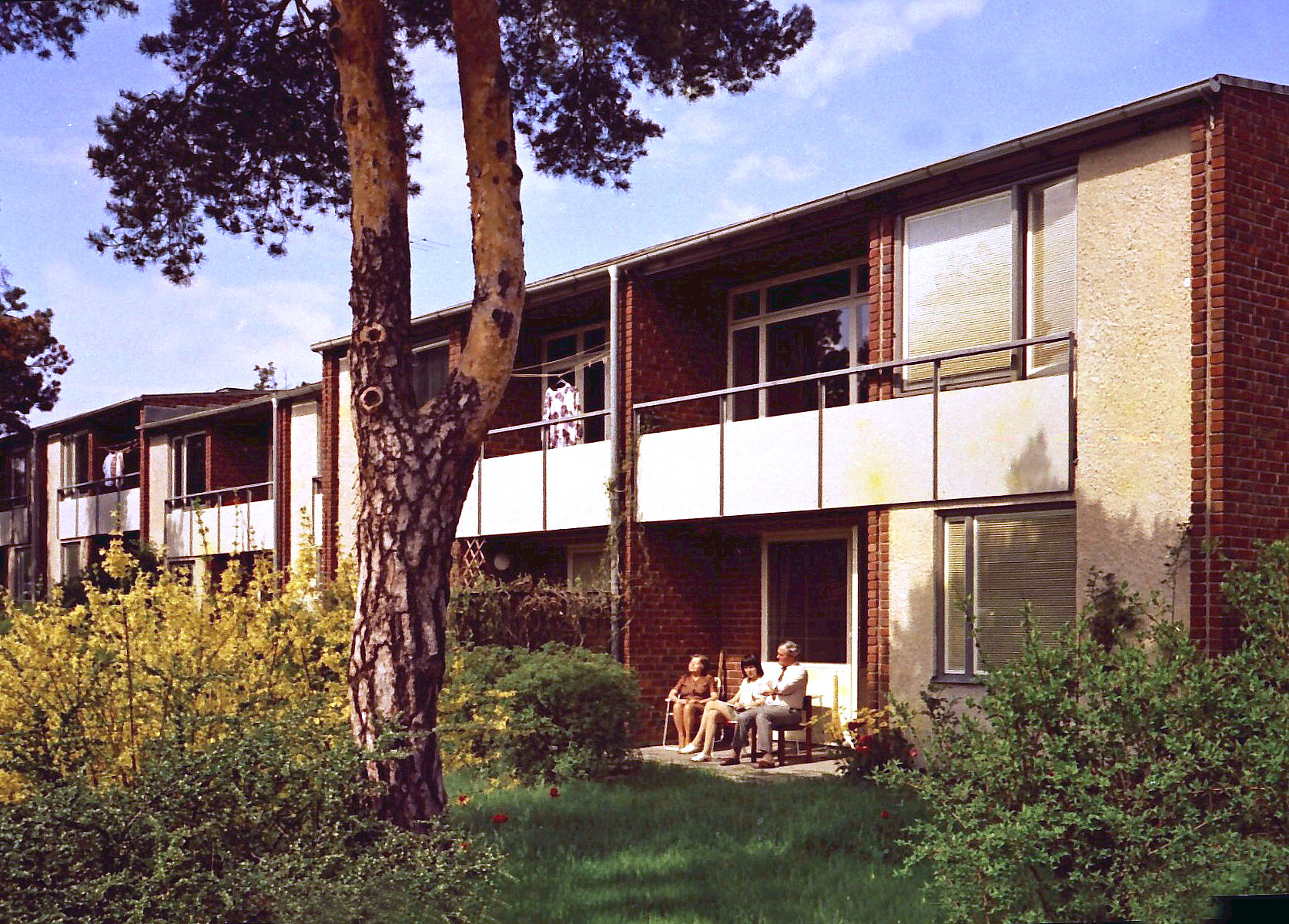
Riksrådsvägen in Stockholm
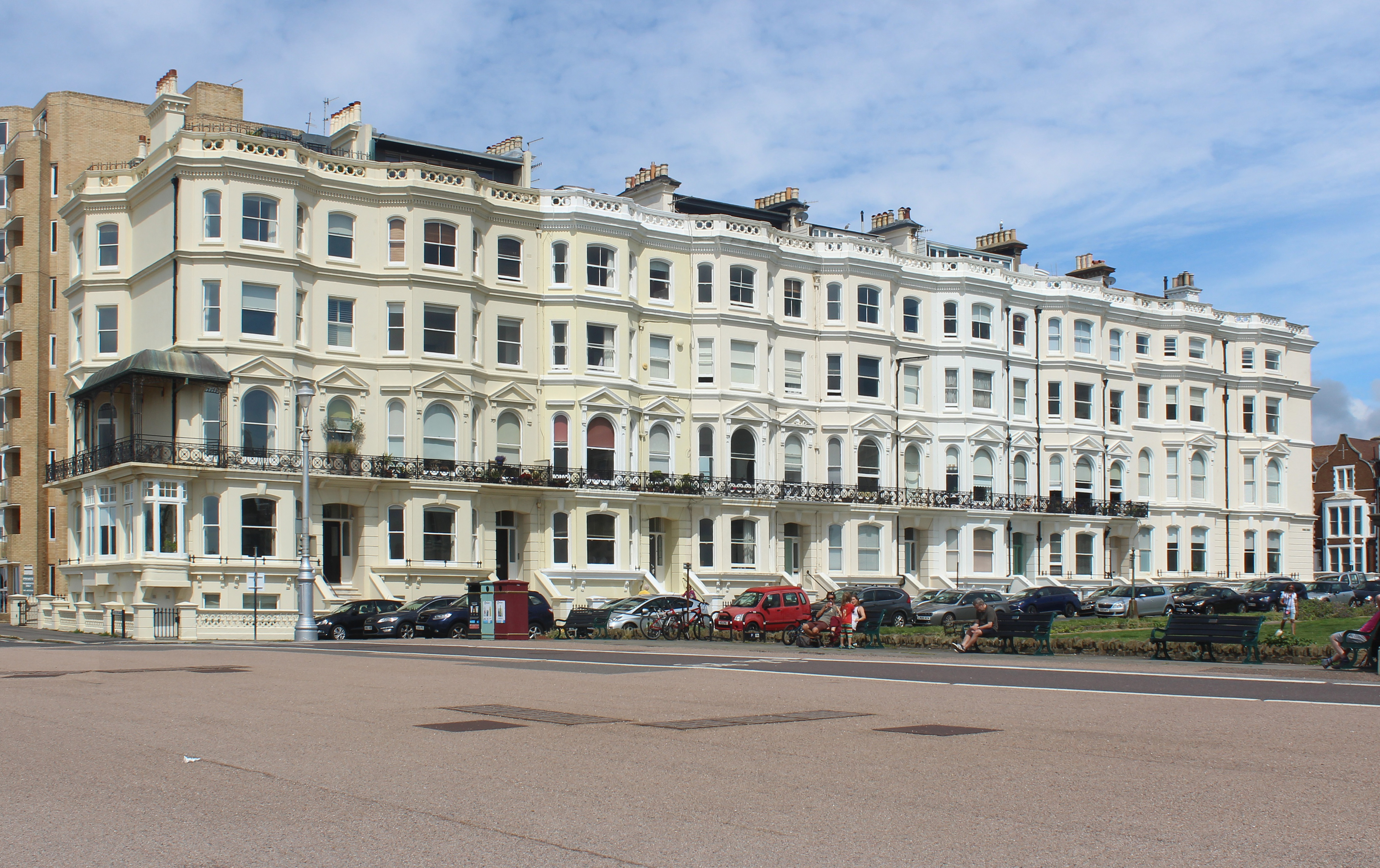
Medina Terrace, gehobene Reihenhäuser in Hove, England